# YU-KI
YU-KI（ユーキ、本名・北村 夕起（きたむら ゆうき）、1966年12月19日 - ）は、日本の女性歌手であり、TRFのメインボーカル。身長156cm。愛媛県四国中央市（旧・伊予三島市）出身。四国中央市立（旧・伊予三島市）三島小学校、四国中央市立（旧・伊予三島市）三島西中学校、愛媛県立三島高等学校、ル・トーア東亜美容専門学校卒業。

## 来歴
1990年、テレビ朝日のダンスオーディション番組「DA DA LMD」の第3回チャンピオン大会で準優勝し、ZOOのメンバーとなる。1990年5月21日発売のファーストシングル「Careless Dance」とカップリング曲「Last Play」ではボーカルとしても参加していたが、その後脱退。「Careless Dance」のアルバムバージョンにはソロパートもあり、同曲のPVはアルバムバージョンで製作されているため、映像でもソロで出演している。
1992年、ダンスコンテスト「TKトラックスナイト」に出場、小室哲哉と出会う。trf（1996年から「TRF」）にボーカリストとして参加し、1993年にデビューする。
1997年にソロデビューシングル「dragons' dance」を発売する。また、この曲を主題歌としたアニメ映画「エルマーの冒険」で、エルマー役の吹き替えもする。
TRFの活動と共に1998年からのTRF活動の中で作詞、作曲、声優やナレーションなどもしている。
2001年から行われていた"zento"のクラブイベントでもメインヴォーカルとして参加していた。
2003年にブロードウェイでの大ヒットミュージカル「RENT」の作者、ジョナサン・ラーソンの遺作「tick,tick...BOOM!」に主演。2004年に地球ゴージャスプロデュースによる音楽劇「クラウディア」に主演。2005年に地球ゴージャスプロデュースによる音楽劇「クラウディア」アンコール公演に主演。
2006年、TRF再始動と共にソロとしての2枚目のシングル「NEXT LEVEL」を発売。また、9年ぶりにテレビアニメ「妖逆門」で声優を務め、新主題歌となる3枚目のシングル「シロイツキ。」を発売した。
2007年、朗読劇の舞台「LOVE LETTERS」に出演。SUPER GT第5戦SUGOの決勝スタート前に行われる国歌独唱を担当。Girl's BOX PREMIUM 02 Girl's Rocks Nightに出演し歌ったほか、ドラムも演奏した。
2008年9月にはミュージカル「ココロノカケラ」に主役として出演予定だったが、頸椎症により3週間の安静が必要と診断されて降板した。8月のa-nation'08大阪公演において転倒したことが原因と一部では報じられ、YU-KI自身もYU-KI WEB内のBBSにてそのことを言及している。

## 人物

### 趣味・特技
- 漫画「空手バカ一代」を読んだことがきっかけで極真空手を習い始めた[2][3]。現在は茶帯1級[2]。

## エピソード
- 小学生から高校生まで楽器をしていた経験がある[4]。
- TRF結成前はストリートダンサーだった[4]。歌は歌っていなかったが、「ボーカルでどうですか？」と言われたという[4]。
- 一人っ子である[4]。「東京行ったら大丈夫？」ぐらいなことを言われそうな気がしたので、アルバムも全部レコーディングして、デビュー日が決まってから家族には報告をした[4]。
- 小室哲哉はYU-KIを「ダンスが上手いし、それ以上に声がカイリー・ミノーグに似ていたのが印象的だった」[5]「声色と歌い方がシンセサイザーの音色にすごく馴染むし[4]、リズム乗りが日本語でもいける」と評し、DJ KOOも「シンセサイザーの音の中でも前面に出て行く。そこから『自分がボーカルでセンターを務めている』という責任感が満ち溢れている」と信頼している[6]。

## 交友関係
- 小室ファミリーの中で、一番近かった存在はglobeのKEIKOであると明かしている[7]。KEIKOについて「特別な人」とも思っており、連絡を取り合う関係[8]。

## ディスコグラフィー

### シングル
1. dragons' dance（1997年6月25日）
松竹系配給アニメ映画「エルマーの冒険」主題歌
ハウス食品「ククレカレー」CMソング
2. NEXT LEVEL（2006年3月23日）
テレビ朝日系特撮テレビドラマ「仮面ライダーカブト」オープニングテーマ
3. シロイツキ。（2006年11月29日）
テレビ東京系テレビアニメ「妖逆門」オープニングテーマ

### 参加作品
- YOU ARE THE ONE

1997年1月1日発売のTK presents こねっとのシングル。TRFのメンバー他、多数のミュージシャンが参加した。
- おたんじょう日

1997年7月16日発売の阿部薫のアルバム「心に太陽」に収録。コーラスとして参加している。作詞は鈴木蘭々。
- Lady To Lady（YU-KI from TRF & ELISHA LA'VERNE）

1998年11月26日発売のオムニバスアルバム「avex 10th Anniversary Presents avex THE ALBUM」に収録。アナログ盤も限定発売された。
- END OF SORROW（YU-KI and DJ KOO from TRF）

2007年12月19日発売の、ロックバンドLUNA SEAのトリビュートアルバム「LUNA SEA MEMORIAL COVER ALBUM -Re:birth-」に収録。1990年代中頃、TRFのメンバーはLUNA SEAと交流があり、ライブにも足を運んでいた（テレビ番組「TK MUSIC CLAMP」でのLUNA SEAの発言より）。ベーシストのJとは交際報道もあった。
- セカンド・ラブ（Duet with YU-KI from TRF）

2008年11月19日発売の『男と女 -TWO HEARTS TWO VOICES-』の5曲目。中森明菜のセカンド・ラブをデュエットでカヴァーしている。
- 『Happy Birthday Download for Children』

2010年4月1日にYU-KIが歌う「Happy Birthday」が各音楽配信サイトから配信された。
- 明日笑っていられるように

2014年4月16日配信開始の東京プリンとたいせつな仲間たちのシングル。

## 出演

### ラジオ
- イントゥザグルーブ（1994年 - 1997年）

JFNにて放送。YU-KI & DJ KOO出演。

### テレビドラマ
- クリスマスキス〜イブに逢いましょう（1995年、テレビ東京）

YU-KIとDJ KOOがゲスト出演。
- 音女（2008年4月21日 - 4月24日、テレビ朝日）

### テレビ
- ayu ready?(2003年8月16日(一人で出演)、フジテレビ）
- 森田一義アワー 笑っていいとも!（2003年10月10日(一人で出演)、2013年2月25日(trfのメンバー全員で出演)、フジテレビ）- テレフォンショッキングのゲスト
- 徹子の部屋(2022年10月21日、テレビ朝日）- trfのメンバー全員で出演[9][10]

### 映画
- 花より男子（1995年）

trfのメンバー全員で出演。
- エルマーの冒険（1997年）

声優として出演。主人公のエルマー・エレベーター役。

### 舞台
- 月が地球にKISSをする（1995年）

LIVE UFO'95イベントにてtrfのメンバー全員で出演。
- tick,tick...BOOM!（2003年）

初ミュージカル。スーザン他5役を演じた。
- クラウディア（2004年・2005年）

神親殿役。桑田佳祐の「月」、サザンオールスターズの「愛の言霊 〜Spiritual Message〜」、「イエローマン 〜星の王子様〜」を歌った。
- LOVE LETTERS（2007年1月25日）

朗読劇。メリッサ役。

### ナレーション
- 鈴鹿8H2000 〜世界で一番素敵な8時間のために〜（2000年、TBS）
- 鈴鹿8H 〜あの夏一番熱かった日〜（2001年、TBS）
- 鈴鹿8H2002 〜真夏の奇跡を信じて（2002年、TBS）
- avex summer festa 2002 a-nation（2002年、フジテレビ）
- a-nation ブロードバンドスペシャル（2002年）
- J-POPスペシャル a-nation'03（2003年、NHK BShi・NHK BS2）
- Channel a a-nation 2004 special（2004年）

### CM
- 森永製菓 チョコブロッキー（1995年、西日本のみ）
- 森永製菓 ジョイム（1995年、東日本のみ）

上記2本ともCMソングはTRFの「teens」を使用した。
- JAL（1996年）

### テレビアニメ
- 妖逆門（第29話・2006年10月16日、テレビ東京系）

女王メキラ役で9年ぶりの声優出演。新主題歌も自身が担当。

### イベント
- Girl's BOX PREMIUM 02 Girl's Rocks Night（2007年9月30日）
- Pop Meets Jazz vol.8 Special（2008年4月25日）
- SHOW-YA PRODUCE NAONのYAON（2008年4月29日）
- SHOW-YA PRODUCE NAONのSALON（2009年1月10日）
- 2009 LIVE FOR LIFE「音楽彩」〜本田美奈子.メモリアル〜（2009年11月22日）
- 2010 LIVE FOR LIFE「音楽彩」〜本田美奈子.メモリアル〜（2010年11月3日）
- 相川七瀬15th Anniversary Eve THE PARTY ゲスト出演（2010年11月7日）
- a-nation Charge & Go! ウイダーinゼリー THE PREMIUM NIGHT in nicofarre（2011年7月24日）

その他、クラブイベントにDJ KOOと共に出演している。
- club Diana Virgin Jack（2010年4月24日）
- club Diana（2010年7月2日）
- sapporo alife 6th Anniversary feat. JAPANATION（2010年7月17日）
- Club atom TOKYO SHAKE〜nuts night 1st Anniversary〜（2010年7月30日）など

### ゲーム
- WET（2009年9月17日発売）

日本語吹き替え版、主人公Rubi役。